# Vòng loại Giải vô địch bóng đá thế giới 1990 – Khu vực châu Âu
Vòng loại Giải vô địch bóng đá thế giới 1990 – Khu vực châu Âu (UEFA) chứng kiến 32 đội tuyển cạnh tranh cho 13 suất tham dự vòng chung kết. Ý, với tư cách chủ nhà, được đặc cách vào thẳng vòng chung kết. Vòng loại khởi tranh từ ngày 21 tháng 5 năm 1988 và kết thúc vào 18 tháng 11 năm 1989.

## Thể thức
Các đội được chia vào 7 bảng đấu: 4 bảng 5 đội và 3 bảng 4 đội. 7 đội nhất bảng: giành quyền tham dự vòng chung kết. 4 đội nhì bảng ở các bảng có 5 đội (bảng 3, 5, 6 và 7): cũng vượt qua vòng loại. Trong số 3 đội nhì bảng còn lại (từ các bảng 1, 2 và 4 – mỗi bảng có 4 đội), 2 đội có thành tích tốt nhất được chọn vượt qua vòng loại, 1 đội còn lại bị loại.

## Bốc thăm
Lễ bốc thăm chia bảng diễn ra tại Zürich, Thụy Sĩ, vào ngày 12 tháng 12 năm 1987. Các đội được chia từ 5 nhóm hạt giống vào 7 bảng. Danh sách hạt giống được công bố 10 ngày trước lễ bốc thăm. Các đội được xếp hạt giống gồm 5 đội châu Âu lọt vào tứ kết World Cup 1986, cùng với Liên Xô và Đan Mạch. Tuy nhiên, Anh vẫn gặp nhiều vấn đề về an ninh do hooligan – điều này ảnh hưởng đến việc tất cả 3 trận sân khách của họ tại vòng loại World Cup 1990 đều được BBC truyền hình trực tiếp.
| Pot A                                            | Pot B                                                       | Pot C                                                   | Pot D                                                          | Pot E                           |
| ------------------------------------------------ | ----------------------------------------------------------- | ------------------------------------------------------- | -------------------------------------------------------------- | ------------------------------- |
| Tây Đức Anh Tây Ban Nha Liên Xô Đan Mạch Bỉ Pháp | Bulgaria Hà Lan Ba Lan Đông Đức Bồ Đào Nha Scotland Hungary | România Thụy Điển Wales Bắc Ireland Áo Tiệp Khắc Nam Tư | Cộng hòa Ireland Hy Lạp Thụy Sĩ Phần Lan Iceland Na Uy Albania | Thổ Nhĩ Kỳ Malta Luxembourg Síp |

### Tổng quan
| Bảng 1              | Bảng 2             | Bảng 3                            | Bảng 4             | Bảng 5               | Bảng 6                          | Bảng 7                              |
| ------------------- | ------------------ | --------------------------------- | ------------------ | -------------------- | ------------------------------- | ----------------------------------- |
| · România           | · Thụy Điển        | · Liên Xô                         | · Hà Lan           | · Nam Tư             | · Tây Ban Nha                   | · Bỉ                                |
| · Đan Mạch          | · Anh              | · Áo                              | · Tây Đức          | · Scotland           | · Cộng hòa Ireland              | · Tiệp Khắc                         |
| · Hy Lạp · Bulgaria | · Ba Lan · Albania | · Thổ Nhĩ Kỳ · Đông Đức · Iceland | · Phần Lan · Wales | · Pháp · Na Uy · Síp | · Hungary · Bắc Ireland · Malta | · Bồ Đào Nha · Thụy Sĩ · Luxembourg |

## Kết quả

### Bảng 1
| VT | Đội      | ST | T | H | B | BT | BB | HS  | Đ | Giành quyền tham dự |     |     |     |     |     |
| -- | -------- | -- | - | - | - | -- | -- | --- | - | ------------------- | --- | --- | --- | --- | --- |
| 1  | România  | 6  | 4 | 1 | 1 | 10 | 5  | +5  | 9 | 1990 FIFA World Cup |     | —   | 3–1 | 3–0 | 1–0 |
| 2  | Đan Mạch | 6  | 3 | 2 | 1 | 15 | 6  | +9  | 8 |                     |     | 3–0 | —   | 7–1 | 1–1 |
| 3  | Hy Lạp   | 6  | 1 | 2 | 3 | 3  | 15 | −12 | 4 |                     | 0–0 | 1–1 | —   | 1–0 |     |
| 4  | Bulgaria | 6  | 1 | 1 | 4 | 6  | 8  | −2  | 3 |                     | 1–3 | 0–2 | 4–0 | —   |     |

### Bảng 2
| VT | Đội       | ST | T | H | B | BT | BB | HS  | Đ  | Giành quyền tham dự |     |     |     |     |     |
| -- | --------- | -- | - | - | - | -- | -- | --- | -- | ------------------- | --- | --- | --- | --- | --- |
| 1  | Thụy Điển | 6  | 4 | 2 | 0 | 9  | 3  | +6  | 10 | 1990 FIFA World Cup |     | —   | 0–0 | 2–1 | 3–1 |
| 2  | Anh       | 6  | 3 | 3 | 0 | 10 | 0  | +10 | 9  | 1990 FIFA World Cup |     | 0–0 | —   | 3–0 | 5–0 |
| 3  | Ba Lan    | 6  | 2 | 1 | 3 | 4  | 8  | −4  | 5  |                     |     | 0–2 | 0–0 | —   | 1–0 |
| 4  | Albania   | 6  | 0 | 0 | 6 | 3  | 15 | −12 | 0  |                     | 1–2 | 0–2 | 1–2 | —   |     |

### Bảng 3
| VT | Đội        | ST | T | H | B | BT | BB | HS | Đ  | Giành quyền tham dự |     |     |     |     |     |     |
| -- | ---------- | -- | - | - | - | -- | -- | -- | -- | ------------------- | --- | --- | --- | --- | --- | --- |
| 1  | Liên Xô    | 8  | 4 | 3 | 1 | 11 | 4  | +7 | 11 | 1990 FIFA World Cup |     | —   | 2–0 | 2–0 | 3–0 | 1–1 |
| 2  | Áo         | 8  | 3 | 3 | 2 | 9  | 9  | 0  | 9  | 1990 FIFA World Cup |     | 0–0 | —   | 3–2 | 3–0 | 2–1 |
| 3  | Thổ Nhĩ Kỳ | 8  | 3 | 1 | 4 | 12 | 10 | +2 | 7  |                     |     | 0–1 | 3–0 | —   | 3–1 | 1–1 |
| 4  | Đông Đức   | 8  | 3 | 1 | 4 | 9  | 13 | −4 | 7  |                     | 2–1 | 1–1 | 0–2 | —   | 2–0 |     |
| 5  | Iceland    | 8  | 1 | 4 | 3 | 6  | 11 | −5 | 6  |                     | 1–1 | 0–0 | 2–1 | 0–3 | —   |     |

### Bảng 4
| VT | Đội      | ST | T | H | B | BT | BB | HS  | Đ  | Giành quyền tham dự |     |     |     |     |     |
| -- | -------- | -- | - | - | - | -- | -- | --- | -- | ------------------- | --- | --- | --- | --- | --- |
| 1  | Hà Lan   | 6  | 4 | 2 | 0 | 8  | 2  | +6  | 10 | 1990 FIFA World Cup |     | —   | 1–1 | 3–0 | 1–0 |
| 2  | Tây Đức  | 6  | 3 | 3 | 0 | 13 | 3  | +10 | 9  | 1990 FIFA World Cup |     | 0–0 | —   | 6–1 | 2–1 |
| 3  | Phần Lan | 6  | 1 | 1 | 4 | 4  | 16 | −12 | 3  |                     |     | 0–1 | 0–4 | —   | 1–0 |
| 4  | Wales    | 6  | 0 | 2 | 4 | 4  | 8  | −4  | 2  |                     | 1–2 | 0–0 | 2–2 | —   |     |

### Bảng 5
| VT | Đội      | ST | T | H | B | BT | BB | HS  | Đ  | Giành quyền tham dự |     |     |     |     |     |     |
| -- | -------- | -- | - | - | - | -- | -- | --- | -- | ------------------- | --- | --- | --- | --- | --- | --- |
| 1  | Nam Tư   | 8  | 6 | 2 | 0 | 16 | 6  | +10 | 14 | 1990 FIFA World Cup |     | —   | 3–1 | 3–2 | 1–0 | 4–0 |
| 2  | Scotland | 8  | 4 | 2 | 2 | 12 | 12 | 0   | 10 | 1990 FIFA World Cup |     | 1–1 | —   | 2–0 | 1–1 | 2–1 |
| 3  | Pháp     | 8  | 3 | 3 | 2 | 10 | 7  | +3  | 9  |                     |     | 0–0 | 3–0 | —   | 1–0 | 2–0 |
| 4  | Na Uy    | 8  | 2 | 2 | 4 | 10 | 9  | +1  | 6  |                     | 1–2 | 1–2 | 1–1 | —   | 3–1 |     |
| 5  | Síp      | 8  | 0 | 1 | 7 | 6  | 20 | −14 | 1  |                     | 1–2 | 2–3 | 1–1 | 0–3 | —   |     |

### Bảng 6
| VT | Đội              | ST | T | H | B | BT | BB | HS  | Đ  | Giành quyền tham dự |     |     |     |     |     |     |
| -- | ---------------- | -- | - | - | - | -- | -- | --- | -- | ------------------- | --- | --- | --- | --- | --- | --- |
| 1  | Tây Ban Nha      | 8  | 6 | 1 | 1 | 20 | 3  | +17 | 13 | 1990 FIFA World Cup |     | —   | 2–0 | 4–0 | 4–0 | 4–0 |
| 2  | Cộng hòa Ireland | 8  | 5 | 2 | 1 | 10 | 2  | +8  | 12 | 1990 FIFA World Cup |     | 1–0 | —   | 2–0 | 3–0 | 2–0 |
| 3  | Hungary          | 8  | 2 | 4 | 2 | 8  | 12 | −4  | 8  |                     |     | 2–2 | 0–0 | —   | 1–0 | 1–1 |
| 4  | Bắc Ireland      | 8  | 2 | 1 | 5 | 6  | 12 | −6  | 5  |                     | 0–2 | 0–0 | 1–2 | —   | 3–0 |     |
| 5  | Malta            | 8  | 0 | 2 | 6 | 3  | 18 | −15 | 2  |                     | 0–2 | 0–2 | 2–2 | 0–2 | —   |     |

### Bảng 7
| VT | Đội        | ST | T | H | B | BT | BB | HS  | Đ  | Giành quyền tham dự |     |     |     |     |     |     |
| -- | ---------- | -- | - | - | - | -- | -- | --- | -- | ------------------- | --- | --- | --- | --- | --- | --- |
| 1  | Bỉ         | 8  | 4 | 4 | 0 | 15 | 5  | +10 | 12 | 1990 FIFA World Cup |     | —   | 2–1 | 3–0 | 1–0 | 1–1 |
| 2  | Tiệp Khắc  | 8  | 5 | 2 | 1 | 13 | 3  | +10 | 12 | 1990 FIFA World Cup |     | 0–0 | —   | 2–1 | 3–0 | 4–0 |
| 3  | Bồ Đào Nha | 8  | 4 | 2 | 2 | 11 | 8  | +3  | 10 |                     |     | 1–1 | 0–0 | —   | 3–1 | 1–0 |
| 4  | Thụy Sĩ    | 8  | 2 | 1 | 5 | 10 | 14 | −4  | 5  |                     | 2–2 | 0–1 | 1–2 | —   | 2–1 |     |
| 5  | Luxembourg | 8  | 0 | 1 | 7 | 3  | 22 | −19 | 1  |                     | 0–5 | 0–2 | 0–3 | 1–4 | —   |     |

### Bảng xếp hạng các đội nhì bảng ở các bảng gồm 4 đội
| Team     | Pld | W | D | L | GF | GA | GD  | Pts |
| -------- | --- | - | - | - | -- | -- | --- | --- |
| Tây Đức  | 6   | 3 | 3 | 0 | 13 | 3  | +10 | 9   |
| Anh      | 6   | 3 | 3 | 0 | 10 | 0  | +10 | 9   |
| Đan Mạch | 6   | 3 | 2 | 1 | 15 | 6  | +9  | 8   |

## Cầu thủ ghi bàn
7 bàn thắng
- Marc Van Der Linden

6 bàn thắng
- Mo Johnston

5 bàn thắng
- Toni Polster
- Flemming Povlsen
- Manolo
- Míchel
- Kubilay Türkyilmaz
- Tanju Çolak

4 bàn thắng
- Michal Bílek
- Tomáš Skuhravý
- Andreas Thom
- Rui Águas
- Rudi Völler

3 bàn thắng
- Marc Degryse
- Brian Laudrup
- Carmel Busuttil
- Gøran Sørloth
- Hennadiy Lytovchenko
- Oleh Protasov
- Emilio Butragueño
- Rıdvan Dilmen
- Feyyaz Uçar
- Dejan Savićević

2 bàn thắng
- Sokol Kushta
- Andreas Herzog
- Patrick Vervoort
- Christos Kolliandris
- Pambos Pittas
- Kent Nielsen
- Matthias Sammer
- John Barnes
- Peter Beardsley
- Gary Lineker
- Mika Lipponen
- Didier Deschamps
- Jean-Pierre Papin
- Attila Pintér
- István Vincze
- Pétur Pétursson
- John Aldridge
- Tony Cascarino
- Ray Houghton
- John Bosman
- Colin Clarke
- Rune Bratseth
- Jan Åge Fjørtoft
- Kjetil Osvold
- Ryszard Tarasiewicz
- Vítor Paneira
- Gavril Balint
- Rodion Cămătaru
- Dorin Mateuţ
- Ioan Sabău
- Ally McCoist
- Richard Gough
- Igor Dobrovolski
- Oleksiy Mykhaylychenko
- Johnny Ekström
- Lothar Matthäus
- Andreas Möller
- Karl-Heinz Riedle
- Faruk Hadžibegić
- Srečko Katanec
- Dragan Stojković
- Zlatko Vujović

1 bàn thắng
- Ylli Shehu
- Heimo Pfeifenberger
- Manfred Zsak
- Jan Ceulemans
- Bruno Versavel
- Kalin Bankov
- Bozhidar Iskrenov
- Trifon Ivanov
- Hristo Kolev
- Anyo Sadkov
- Hristo Stoichkov
- Yiannos Ioannou
- Floros Nicolaou
- Jozef Chovanec
- Stanislav Griga
- Ivan Hašek
- Milan Luhový
- Ľubomír Moravčík
- Henrik Andersen
- Jan Bartram
- Lars Elstrup
- Michael Laudrup
- Kim Vilfort
- Thomas Doll
- Rainer Ernst
- Ulf Kirsten
- Paul Gascoigne
- Bryan Robson
- Chris Waddle
- Neil Webb
- Mixu Paatelainen
- Kari Ukkonen
- Laurent Blanc
- Eric Cantona
- Jean-Philippe Durand
- Christian Perez
- Franck Sauzée
- Daniel Xuereb
- Kostas Mavridis
- Tasos Mitropoulos
- Nikos Nioplias
- Imre Boda
- György Bognár
- József Kiprich
- Kálmán Kovács
- Atli Eðvaldsson
- Sigurður Grétarsson
- Ragnar Margeirsson
- Guðmundur Torfason
- Paul McGrath
- Kevin Moran
- Ronnie Whelan
- Guy Hellers
- Robby Langers
- Théo Malget
- Ruud Gullit
- Wim Kieft
- Erwin Koeman
- Ronald Koeman
- Graeme Rutjes
- Marco van Basten
- Michael O'Neill
- Steve Penney
- Jimmy Quinn
- Norman Whiteside
- Erland Johnsen
- Krzysztof Warzycha
- Jacek Ziober
- Rui Barros
- Paulo Futre
- Fernando Gomes
- João Pinto
- Frederico Rosa
- Gheorghe Hagi
- Gheorghe Popescu
- Gordon Durie
- Paul McStay
- Oleksandr Zavarov
- Genar Andrinúa
- Txiki Begiristain
- Fernando
- Juanito
- Julio Salinas
- Leif Engqvist
- Hans Holmqvist
- Klas Ingesson
- Niclas Larsson
- Peter Larsson
- Roger Ljung
- Mats Magnusson
- Christophe Bonvin
- Adrian Knup
- Alain Sutter
- Beat Sutter
- Dario Zuffi
- Oğuz Çetin
- Malcolm Allen
- Mark Bowen
- Dean Saunders
- Thomas Häßler
- Jürgen Klinsmann
- Pierre Littbarski
- Darko Pančev
- Predrag Spasić
- Vujadin Stanojković
- Safet Sušić

1 bàn phản lưới nhà
- Alan McDonald (trong trận gặp Tây Ban Nha)
- Anton Rogan (playing against Tây Ban Nha)
- Gary Gillespie (trong trận gặp Nam Tư)
- Míchel (trong trận gặp Ireland)
- Alain Geiger (trong trận gặp Bỉ)